# Свирская улица (Санкт-Петербург)
Сви́рская улица — улица в Московском районе Санкт-Петербурга. Проходит от улицы Ленсовета (площадь Академика Пашина) до проспекта Космонавтов.

## История
Название Свирская улица возникло в 1950-е годы, дано по реке Свири.

## Достопримечательности
- Профессиональный лицей № 110